# Limosella acaulis
Limosella acaulis är en flenörtsväxtart som beskrevs av Sesse och Moc.. Limosella acaulis ingår i släktet ävjebroddar, och familjen flenörtsväxter. Inga underarter finns listade i Catalogue of Life.